# Дюфурмантель, Анна
Анна Дюфурманте́ль  (фр. Anne Dufourmantelle; 20 марта 1964 — 21 июля 2017) — французский философ

, и психоаналитик. Получила известность как исследователь философских вопросов риска.

## Образование и карьера
Анна Дюфурмантель родилась в семье швейцарца и француженки. В детстве несколько лет прожила в Испании, затем в Центральной Америке и хорошо владела испанским языком. Окончив школу с отличием, решила изучать медицину и философию в Париже. Получила образование в Сорбонне, в котором после защиты диссертации на тему La vocation prophétique de la philosophie (научный руководитель — Жан-Франсуа Марке) получила степень доктора философии (1994) и университете Брауна. Имела практику как психоаналитик и преподавала в
European Graduate School. Публиковалась в газете Libération. Завершив образование, занялась психоанализом.
Занималась философскими аспектами риска, доказывая, что риск неизбежен, поскольку безрисковых стратегий не существует в принципе. В 2011 вышла её книга Éloge du risque («В защиту риска»).

## Гибель
Погибла 21 июля 2017 года на пляже Пампелон в посёлке Раматюэль недалеко от Сен-Тропе, пытаясь спасти двоих детей, которых течением уносило в море при опасном волнении. Дети были позднее спасены, но Анну реанимировать не удалось.
В откликах на это трагическое событие авторы статей напоминают о книге Анны Дюфурмантель «Восхваление риска» (англ. Praise of Risk), цитируют её различные высказывания по поводу риска, например:

Быть живым — это риск. Жизнь — метаморфоза, и она начинается с этого риска.
Оригинальный текст (англ.)Being alive is a risk. Life is a metamorphosis and it begins with this risk.

## Награды
- Премия Раймон де Буайе де Сент-Сюзан Французской академии, 1998 год[16].